# Tegal (huyện)

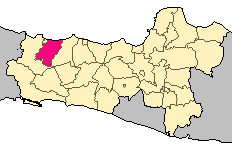
Vị trí tại Trung Java

Tegal là một huyện (tiếng Indonesia: kabupaten) ở phía tây bắc của tỉnh Trung Java tại Indonesia. Thủ phủ là Slawi. Huyện có diện tích 878,79 km², dân số năm 2008 là 1.495.944 người, mật độ đạt 1.702,28 người/km².
Huyện Tegal được chia thành các phó huyện/xã: Adiwerna, Balapulang, Bojong, Bumijawa, Dukuhturi, Dukuhwaru, Jatinegara, Kedungbanteng, Kramat, Lebaksiu, Margasari, Pagerbarang, Pangkah, Slawi, Suradadi, Talang, Tarub, Warureja.